# Jacques Tati
Jacques Tati (n. 9 octombrie 1907, Le Pecq⁠(d), Seine-et-Oise, Franța – d. 4 noiembrie 1982, Paris, Île-de-France, Franța) pe numele adevărat Jacques Tatischeff, a fost un regizor, actor, scenarist și producător francez de film, de origine rusă. Debutează pe scenă ca mim, etalând virtuozitatea unui comic acrobatic, datorat aptitudinilor sale sportive, practicând rugby, tenisul și boxul. Abordează regia de scurt metraj cu filmul Școala poștașilor. Cu filmul de lung metraj Zi de sărbătoare, este premiat la Veneția în 1949 și obține Marele Premiu al Cinematografiei Franceze.

## Filmografie selectivă
- 1936 Ai grijă de stângul (Soigne ton gauche), regia René Clément
- 1949 Zi de sărbătoare (Jour de fête)
- 1953 Vacanța domnului Hulot (Les Vacances de Monsieur Hulot)
- 1958 Unchiul meu (Mon Oncle)
- 1967 Playtime
- 1971 Trafic
- 1974 Parada (Parade)
- 2010 The Illusionist (scenariu)